# Млынище (Житомирская область)
Млы́нище (укр. Млинище) — село Житомирском районе Житомирской области Украины.
Код КОАТУУ — 1822084703. Население по переписи 2001 года составляет 558 человек. Почтовый индекс — 12434. Телефонный код — 412. Занимает площадь 1,417 км².

## Адрес местного совета
12433, Житомирская обл., Житомирский р-н, с. Лука, ул. Генерала Вахнюка, 1; тел. 49-72-83